# Carl Gustaf von Düben
Carl Gustaf von Düben, född 8 juli 1700, död 17 juli 1758, var en svensk friherre av von Düben, kammarherre och hovkapellmästare.

## Biografi
Carl Gustaf von Düben föddes 1700 och var son till hovintendenten Gustaf von Düben och Sara Törne. Han blev 24 februari 1712 student vid Uppsala universitet och arbetade sedan som kammarpage hos kung Karl XII. von Düben blev 5 mars 1718 hovjunkare och 10 oktober 1719 kammarherre. Han var även från 10 maj 1740 hovkapellmästare och avled 1758.

### Familj
von Düben gifte sig 22 juni 1734 i Falun med Johanna Helena Angerstein (1719–1751). Hon var dotter till assessorn Johan Angerstein i bergskollegium och Helena Kock. De fick tillsammans barnen Ulrika Eleonora von Düben (1735–1801), överjägmästaren Gustaf von Düben (1736–1811), majoren Johan Carl von Düben (1738–1804) vid Tavastehus läns regemente, överstelöjtnanten Ulrik Vilhelm von Düben (1739–1817) i Svenska armén, Emerentia Charlotta von Düben (1741–1800) som var gift med överjägmästaren Fredrik Adolf Ulfsparre af Broxvik, Peter von Düben (1742–1742), Helena Gustava von Düben (1745–1814) som var gift med löjtnanten Claes Henrik Hildebrand och Christina Johanna von Düben (1747–1747).